# Pavle Bojc
Pavle Bojc, partizansko ime Stjenka, slovenski politični delavec in diplomat, * 10. november 1921, Nemška vas, Ribnica, † 1997.

## Življenje in delo
Pred 2. svetovno vojno je v Ljubljani obiskoval srednjo tehniško šolo. V študijskem letu 1958/59 je študiral v Združenih državah Amerike in 1963 diplomiral iz političnih znanosti na ljubljanski Visoki šoli za sociologijo, politične vede in novinarstvo. Član Skoja je postal 1939. Po nemškem napadu na Kraljevino Jugoslavijo je sodeloval z narodnoosvobodilnim bojem in junija 1942 odšel v partizane, kjer je bil med drugim sekretar okrožnega komiteja Skoja Ribnica-Velike Lašče, član pokrajinskega komiteja Skoja za Slovenijo (1943-46) in član tajništva Zveze slovenske mladine. Leta 1944 je bil član slovenske delegacije na 2. kongresu USAOJ (Ujedinjeni savez antifašističke omladine Jugoslavije - Združena zveza protifašistične mldine Jugoslavije) v Drvarju. Po osvoboditvi je delal v javni upravi, bil veleposlanik Socialistične federativne republike Jugoslavije v Argentini (1963-67) in Venezueli (1974-79), predsednik verske komisije Socialistične republike Slovenije (1967-74) in sveta za mednarodne odnose pri Republiškem komiteju Socialistične zveze delavnega ljudstva Slovenije. Za udeležbo v NOB je prejel parizansko spomenico 1941.